# Франсуаза Арді
Франсуаза Мадлен Арді (фр. Françoise Madeleine Hardy, фр. вимова: [fʁɑ̃swaz madlɛn aʁdi], 17 січня 1944, Париж — 11 червня 2024, там само) — французька співачка, авторка пісень та акторка. Арді називають «національним скарбом Франції» та однією з найвидатніших постатей у французькій музиці всіх часів. Вона є однією з найпродаваніших музичних виконавців в історії Франції, з понад 7,6 мільйонами проданих записів станом на листопад 2017 року.
Репертуар виконавиці значною мірою відображає сумніви, запитання й тривоги пов'язаних з переживанням стосунків і ностальгії загалом, покладених на її улюблені меланхолійні мелодії. На піку своєї кар'єри вона співала французькою, англійською та німецькою мовами.
Паралельно з написанням пісень вона цікавиться астрологією, яку вивчила як доповнення до психології. Вона є автором кількох книг, зокрема з астрології; вона також була актрисою, грала другорядні ролі або епізодичні епізоди, іноді у фільмах в музичному жанрі.

## Життєпис

### Дитинство та юність
Франсуаза Арді народилася в місті Париж, 17 січня 1944 року, близько дев'ятої тридцять вечора, під час бомбової тривоги за часів німецької окупації. Юність пройшла в тісній квартирці, з матір'ю-одиначкою, яка працювала помічником бухгалтера, Мадлен Арді (фр. Madeleine Hardy), та молодшою сестрою Мішель (1945—2004 рр.). У цій двокімнатній квартирі її мати спала в їдальні, а Франсуаза ділила спальню з сестрою. Батько, Етьєн Діллар (фр. Étienne Dillard), директор заводу обчислювальних машин і брат єзуїта Віктора Діллара (фр. Victor Dillard), борця опору, депортованого до Дахау, походив з буржуазної родини. Одружений з іншою жінкою, він рідко був присутній вдома і часто забував платити аліменти на дітей або шкільні внески. Своїх доньок він визнав лише набагато пізніше.
Франсуаза Арді регулярно проводила вихідні в будинку своїх бабусі та дідуся по материнській лінії в Олне-су-Буа, де з неї кепкувала та знущалися бабуся, що глибоко вплинула на дівчинку. Що стосується її дідуся, то він став мовчазним від постійних докорів дружини і майже не розмовляв з Франсуазою, за винятком одного разу в 1962 році, коли вона опинилася в центрі уваги. Того дня він запитав її: «Ти принаймні щаслива?» (фр. Es-tu heureuse au moins ?), що глибоко зворушило її, оскільки вона не звикла до ніжності з його боку. Хоча їй часто снилися кошмари в будинку бабусі з дідусем, вдень вона намагалася відволіктися, читаючи, насолоджуючись фруктами з городу, а пізніше дивлячись телевізор, попри обмеження бабусі, яка дозволяла їй дивитися тільки фільми в неділю вдень. Однак вона з нетерпінням чекала, коли мама забере її, і коли цього не ставалося, вона йшла додому пішки.
Франсуаза Арді відвідувала школу при релігійному закладі разом із сестрами-тринітаріями за ініціативою батька. Проте вона не відчувала себе комфортно в цьому навчальному закладі через ряд причин: батьки не проживали разом, батько не завжди вчасно сплачував за її освіту, а також через соціальні та вікові відмінності, які призводили до пропусків у навчальному процесі. Крім того, її інтровертність заважала їй легко спілкуватися з іншими дівчатами. Нечисленні добрі спогади, які вона зберегла відтоді, — це її перше причастя, релігійні образи та гарна сукня. Також теплим лишається виконання ролі інфанти та Хімен у п'єсі «Le Cid». Майже вісім років під час літніх канікул вона жила зі своєю сестрою в Австрії, де ніхто не розмовляв французькою мовою. Вони подорожували туди вдвох Східним експресом, без матері; ця розлука глибоко переживалася нею в ранні роки. Вони поїхали туди вивчати німецьку мову за порадою друга матері, барона Гільберта фон Джаннелліа (фр. Gilbert von Giannellia). Саме в цьому втраченому раю, про який вона збереже теплі спогади, вона відкрила для себе твори Сімони де Бовуар, які захопили її у Французькому інституті в Інсбруку, де вона брала книжки напрокат.

Невпевнена в собі й сентиментальна, юна Франсуаза шукала притулку в читанні та заслуховуванні пісень, що транслювалися по радіо. Її перші музичні спогади варіювалися від Жорж Ґетарі(якому вона особливо симпатизувала через його вроду) до Тіно Россі, Луїс Маріано та Шарля Трене. Однак, що змінило її життя, так це відкриття рок-н-ролу та попмузика на Радіо Люксембург. Вона згадує: «Це сталося на початку 60-х, коли моя мати купила радіо, і, обертаючи диск, я натрапила на англійську станцію „Радіо Люксембург“, і це стало вирішальним у моєму житті, тому що саме там я відкрила для себе музику, яка зачепила мене більше, ніж будь-що інше; раптом це стало єдиною річчю, яка мала для мене значення». Їй особливо подобалися The Everly Brothers, Елвіс Преслі, Кліфф Річард, Бренда Лі та її пісня «I'm Sorry», яку вона вважала піднесеною. У цей час вона любила купувати платівки в крамниці на вулиці Шоссе д'Антен, навпроти Галереї Лафаєт, і коли в цій, здавалося б, модній крамниці не було того, що вона хотіла, що траплялося досить часто, вона йшла звідти з певною гордістю, думаючи, що знає про великі речі, про які не знають власники музичних магазинів. Як винагороду за складання свого першого іспиту на бакалаврат у червні 1960 року, у віці шістнадцяти років, вона попросила гітару.
|                                                                    | Я попросила гітару, коли складала свій перший іспит на бакалавра. Мене запитали, що я хочу в нагороду, і я попросила гітару. А потім, коли я склала другий іспит, я взялася за гітару, якою я нехтувала цілий рік, або якою взагалі не займалася цілий рік, і тоді я зробила кілька пісень. Оригінальний текст (фр.) J'avais demandé une guitare quand j'ai été reçue à mon premier bac. On m'a demandé ce que je voulais comme récompense, alors j'ai demandé une guitare. Et puis, une fois que j'ai eu mon deuxième bac, alors je me suis occupée de la guitare que j'avais délaissée pendant un an, enfin dont je ne m'étais pas occupée du tout pendant un an, et puis j'ai fait quelques chansons. |
| — Програма «Visiteur d'un soir», на каналі «RTS», 17 липня 1963 р. | |

За допомогою базового методу навчання вона пробує грати кілька акордів на словах, що виражають її настрій, і починає мріяти про кар'єру, так чи інакше пов'язану з музичною індустрією. 24 лютого 1961 року вона відвідує перший міжнародний рок-фестиваль у Палаці спорту в Парижі, щоб послухати Річарда Ентоні, однак, несподівано для себе, вона захоплюється виступом Джонні Голлідея, який перевершує попередника.
Після закінчення першого року вивчення німецької мови в Сорбонні, оголошення в газеті «France-Soir» у розділі «Les Potins de la commère» привертає її увагу, адже вона мріє про запис: звукозаписна компанія «Pathé-Marconi» хоче провести прослуховування молодих співаків. Франсуаза домовляється про зустріч і проходить прослуховування, яке ні до чого не призводить, але заохочує її продовжувати, бо їй не відмовили. Перш ніж звертатися до інших звукозаписних компаній, вона вступає до Малої консерваторії шансону Мірей, де навчається два роки.
Потім вона представляє себе лейблу «Disques Vogue», який має у своєму каталозі Джонні Голлідея і бажає знайти йому жіночий еквівалент. Перед літніми канікулами вона вперше прослуховується в студії звукозапису у Вільтанеузі. Звукорежисер «Vogue», Андре Берно, зв'язується з нею після канікул, щоб запропонувати уроки теорії музики. Друге прослуховування відбувається в паризькому офісі «Vogue» з менеджером прослуховування Жаком Вольфсоном, який через кілька хвилин просить контактну інформацію її батьків, щоб підписати контракт. Згадуючи про це прослуховування у 2016 році, Франсуаза Арді сказала: «Це була справді найбільша радість у моєму професійному житті. Я досі пам'ятаю, як виходила з будинку 54 на Рю д'Отевіль, де знаходився офіс Vogue, відчуваючи себе на дев'ятому небі від щастя, і хотіла обійняти кожного, кого я перетинала». 14 листопада 1961 року художній директор Vogue підписує з нею контракт.

### Рання співоча кар'єра: роки «Vogue»
Курси, які проводила Мала консерваторія шансону, були предметом щотижневої телевізійної програми «En attendant leur carrosse» (укр. В очікуваннях на свого тренера), що транслювалася на єдиному чорно-білому каналі RTF. «Мадемуазель Арді» вперше з'явилася на сцені 6 лютого 1962 року з піснею під назвою «La Fille avec toi». Запис її першої платівки на 45 об/хв було завершено 25 квітня. Ця платівка містить французьку адаптацію американської пісні («Oh oh chéri»), на яку робить ставку продюсерська компанія, а також три її власні композиції. Незадовго до виходу платівки в музичних магазинах співачка з гордістю презентує на телепрограмі від 5 червня 1962 року. Чотири треки швидко набувають популярності на радіо і добре сприймаються молоддю. 2 000 копій платівки зі швидкістю 45 обертів на хвилину продаються протягом трьох місяців.
Влітку 1962 року Франсуаза Арді зустрічається з Жан-Марі Пер'є, фотографом журналу «Paris Match», а згодом «Salut les copains». Сесія не приносить особливого задоволення, оскільки Франсуаза виявляється незговірливою, а Жан-Марі — позбавленим натхнення. Однак під час відбору фотографій Жан-Марі Пер'є знаходить її особливо фотогенічною і замовляє другу фотосесію через Жана Жоржеффа (фр. Jean Georgieff), який займається зв'язками з громадськістю для Vogue. Друга зустріч відбувається у неї вдома в присутності її матері, у скромній квартирі. Жан-Марі Пер'є усвідомлює соціальну прірву, що розділяє їх, і це зворушує його, коли він бачить Франсуазу Арді вдома, перед полицею на робочому столі, яка представляє все її життя, в той час як він живе в особняку, де світ проходить повз нього. Пізніше Жан Жорже повідомляє Франсуазі Арді, що Жан-Марі Пер'є небайдужий до неї. Потім вона дізнається, що він був вихований Франсуа Пер'є, будучи біологічним сином Анрі Сальвадора, що змінює її сприйняття його, відчуваючи складність його стосунків з батьками, подібно до її власних. Глибина знань Жан-Марі про неї приваблює її ще більше. Мати Франсуази, кохання якої зростає, пропонує їй стати незалежною, тому вона вирішує купити однокімнатну квартиру під дахом.
Для широкої публіки співачка відкриває себе ввечері в неділю, 28 жовтня 1962 року. Того вечора багато глядачів очікують на результати референдуму про прямі вибори президента республіки. Під час однієї з музичних інтермедій з'являється Франсуаза Арді, яка співає «Tous les garçons et les filles». З наступного дня і в наступні дні ця пісня вирізняється з-поміж трьох інших в радіоефірі та музичних автоматах, стаючи неодмінним хітом. До кінця року було продано 500 000 копій платівки зі швидкістю 45 об/хв.
Преса підхоплює цей феномен. «Paris Match» поміщає її на обкладинку свого випуску від 5 січня 1963 року, проголошуючи її новим «ідолом». Цей успіх, підживлений хвилею «є-є», також підтверджує її рідкісний талант до написання текстів і композиції, рідкісний серед нових виконавців початку шістдесятих. Співачка записує ще кілька альбомів, а Клод Лелуш, тоді ще невідомий, знімає її на гойдалці на ярмарку. 26 лютого 1963 року в Кале вона розпочинає довгий тур з Річардом Ентоні: «Gala des étoiles». Тур проходить через Нант 5 квітня 1963 року, де Франсуаза знайомиться з Мішелем Бурде (фр. Michel Bourdais), молодим художником, якого нещодавно відкрив Шарль Азнавур. Художник створює найперший портрет Франсуази Арді, яка, зачарована його творчістю, купує його. Незадовго до цього, 23 березня 1963 року, в Лондоні вона представляє Монако на пісенному конкурсі «Євробачення» з однією зі своїх нових композицій «L'Amour s'en va» (яка посідає 5 місце). Її помічає режисер Роже Вадим і запрошує до кінотеатру у фільмі «Château en Suède», екранізації однойменної п'єси, написаної Франсуазою Саган. Після різноманітних гала-концертів та гастролей Франсуаза Арді робить свої перші кроки на сцені «Олімпії» протягом восьми тижнів, починаючи з 7 листопада 1963 року, разом з Річардом Ентоні в «Мюзикорамі» (фр. Musicorama).
До кінця 1963 року платівка, що очолювала хіт-паради протягом одинадцяти тижнів, досягає мільйона проданих копій. Пісня «Tous les garçons et les filles» перетинає кордони. Перекладена як «Quelli della mia età», вона має подібний успіх в Італії, досягаючи вершини хіт-парадів і продаючись у кількості 255 000 копій. «L'età dell'amore» (фр. Le temps de l'amour) також досягає великого успіху в Італії, посівши 2-е місце в грудні 1963 року. Після цього успіху співачку запрошують виконати пісні в кількох музичних фільмах — жанрі, дуже популярному серед італійської аудиторії. Її англомовні інтерпретації також добре сприймаються за Ла-Маншем, зокрема, її кавер-версія американського стандарту «Catch a Falling Star» у 1964 році.
Її популярність поширюється на Іспанію, Нідерланди, Данію, Канаду, Японію та Сполучені Штати, де модний журнал «Vogue» публікує чотирнадцятисторінковий матеріал, ілюстрований фотографіями Вільяма Кляйна. Подальший успіх: «C'est à l'amour auquel je pense», «Le temps de l'amour» Андре Сальве та Люсьєна Моріса (з музикою Жака Дютрона, музика стає «Fort Chabrol» у виконанні гурту Les Fantômes). Пісні продовжуються у стабільному темпі: «Ton meilleur ami», «Le premier bonheur du jour», «L'amour d'un garçon», «Saurai-je?», «Va pas prendre un tambour», «Le sais-tu?» і etc. Не лише пісні, а й образ: міні-спідниці, білі черевики, обличчя, обрамлене чубчиком. Образ, який еволюціонує під впливом її партнера Жан-Марі Пер'є (фр. Jean-Marie Périer). Модні дизайнери, такі як Андре Курреж, Ів Сен-Лоран та Пако Рабанн, обирають її як амбасадора моди, так само як і Марк Боан (фр. Marc Bohan), який створює для неї художню сукню за малюнками Соні Делоне (фр. Sonia Delaunay). Жан-Марі Пер'є консультує її з усіх аспектів її кар'єри, а також заохочує до інших ролей у кіно. Крім того, він знайомить її з Корсикою і плекає її любов до неї, пропонуючи купити землю і побудувати будинок на пагорбах села Монтічелло.
1965 рік починається з французьких гастролей з Юґом Офраєм, де вона дебютує у сценічному вбранні, створеному кутюр'є «Courrèges». Того ж року вона зміцнює свою репутацію у Великій Британії, де дві адаптації її композицій, «However Much» (фр. Et même) і особливо «По всьому світу» (фр. Dans le monde entier), протягом кількох тижнів, з січня по березень 1965 року, гідно посідають перші місця в хіт-параді. Те ж саме відбувається і в Німеччині, де пісня «Frag' den Abendwind» (укр. Спитайте вечірній вітер) завойовує прихильність публіки після присвяченого їй телевізійного шоу наприкінці квітня.
Після короткої появи у фінальній сцені фільму Клайва Доннера «Що нового, кицюню?» вона протягом двох тижнів у червні 1965 року виступає в кабаре готелю «Савой» (англ. Savoy) у Лондоні, де одягає варіацію білого ансамблю Куррежа. Далі відбвається знімання в Греції для фільму «Une balle au cœur» молодого режисера Жана-Деніела Полле, літній тур з липня до середини вересня (Франція, Іспанія, Німеччина, Швейцарія, Італія) і її другий виступ в «Олімпії» як «американської зірки» разом з «Компаньйонами шансону», починаючи з 28 жовтня. Потім вона з'являється у фільмі Жана-Люка Годара «Чоловіче — жіноче». 1965 рік завершується 26 грудня телевізійною розважальною програмою, знятою в Лондоні, повністю присвяченою їй: «Шоу Пікаділлі».
З 27 по 29 січня 1966 року вона взяла участь у 16-му пісенному фестивалі Санремо, а потім з 27 лютого по 3 квітня вирушила в турне Західною Німеччиною (Берлін, Мюнхен та ін.). У червні вона вдруге виступила в лондонському готелі «Савой» — її сценічне вбрання: Le Smoking, створений Івом Сен-Лораном. Впізнавши в ній одну з героїнь свого майбутнього фільму, режисер Джон Франкенгаймер найняв її для знімання «Ґран-прі», блокбастера про автоперегони. Протягом п'яти місяців вона була присутня практично на кожній трасі Формули-1: Монако, Спа-Франкоршам, Зандворт, Монца тощо. Для першого публічного показу фільму вона була запрошена кінокомпанією Metro-Goldwyn-Mayer разом із французькою зіркою, який зіграв одну з головних ролей, Іваном Монтаном, поїхати до Нью-Йорка 21 грудня 1966 року. З цієї нагоди Warner, за домовленістю з Vogue, випустила її записи на американському ринку. Щоб просувати їх, Франсуаза Арді брала участь у деяких телевізійних шоу і з'являлася в журнальних репортажах. Вона з'явилася на «фотографії століття» (фр. Photo du siècle), зробленій Жан-Марі Пер'є у квітні 1966 року, яка об'єднала 46 французьких зірок є-є.
У 1967 році вона заснувала власну продюсерську компанію «Asparagus» і підписала новий контракт з журналом «Vogue» на його розповсюдження. У березні вона знову співала протягом трьох тижнів у кабаре «Савой». У вересні 1967 року, під час перебування в новому будинку співачки на Корсиці з Жаком Дютронком і групою його друзів, утворилася пара Дютронк-Арді, але вона швидко зрозуміла, що їхні довгі розлуки даються їй важко, тим більше, що у нього було багато жіночих пригод. У червні 2021 року, коли Мішель Денісо заявив Жаку Дютронку, що Франсуаза Арді нещодавно зізналася йому, що написала багато пісень, щоб він зрозумів її почуття, а він їх не слухає, Жак Дютронк відповів: «Це вона так думає, я знаю, що є одна, повністю присвячена мені, вона називається „Voilà“». Ця пісня, випущена в 1967 році, нагадує зізнання зрадженої жінки тому, кого вона кохає. Ідеалістка, вона висловлює всі свої розчарування у своїх піснях. Гастролі проходять у стабільному темпі: 73 виступи у Франції, 15 гала-концертів у Канаді (останній — разом з Удо Юрґенсом), а також африканське турне по Гвінеї, Габону, Кот-д'Івуару з Жан-Жаком Дебу американською зіркою.
У січні 1968 року Франсуаза Арді знялася у франко-німецькому фільмі зі співаком Удо Юрґенсом під назвою «Франсуаза і Удо» (фр. Françoise et Udo) режисера П'єра Коральніка. Сюжет фільму розгортається навколо випадкової зустрічі двох головних зірок того часу, зі сценами, де Франсуаза Арді вільно розмовляє німецькою в різних локаціях: У Сен-Касті в Бретані у Бернара Баффета, в поїзді до Парижа, в аеропорту Париж-Орлі, у Клагенфурті, Австрія, та в замку Оттманах. Під час подорожі вони співають кілька уривків зі свого репертуару і зустрічаються з різними особистостями, такими як Жорж Брассенс, Пако Рабанн та Ежен Іонеско. Однак сцени, що зображують їх у ліжку в готелі в Режині, викликали значні суперечки з керівництвом «ORTF», що призвело до рішення вилучити їх з розкладу. Вперше фільм вийшов в ефір у Франції 6 червня 2021 року під час програми «Rembob'INA».
У лютому 1968 року Франсуаза Арді виступила в британських університетах: Брайтоні, Кембриджі, Ліверпулі, Даремі, Бірмінгемі та Саутгемптоні. З 26 лютого по 16 березня вона вирушила в подорож до Південної Африки: Преторія, Йоганнесбург, Дурбан, Кейптаун. Починаючи з 22 квітня, вона вчетверте виступила впродовж трьох тижнів у лондонському кабаре «Савой». З цієї нагоди модельєр Пако Рабанн «змайстрував» для неї вражаючий металевий комбінезон (вагою 38 кг), який викликав справжній фурор. Дизайнер продовжив співпрацю зі співачкою і створив подію, одягнувши «найдорожчу у світі міні-сукню», виготовлену із золотих пластин, інкрустованих діамантами, під час відкриття Міжнародної алмазної виставки 15 травня 1968 року, в той час як студентські протести поширювалися Францією. Зіткнувшись з ескалацією «подій», її художній керівник порадив їй дистанціюватися від столиці. Вона повернулася до свого будинку на Корсиці разом із Жаком Дютронком. Коли у Франції відновився відносний спокій, співачка вилетіла до Конго, щоб взяти участь у трьох запланованих гала-концертах у Кіншасі 7, 8 і 9 червня.
Після цих останніх виступів Франсуаза Арді, за підтримки свого менеджера Ліонеля Рока (фр. Lionel Roc), поставила під сумнів умови свого контракту з компанією «Asparagus». Між двома сторонами розпочався судовий процес, що призвів до тимчасового переривання гастролей. Франсуаза Арді заявила з цього приводу: «У глибині душі я знала, що ця пауза в гастролях затягнеться на невизначений час, тому що мене переслідувала постійна тривога, безперервні подорожі і розлуки були для мене випробуванням». В очікуванні результатів судового процесу вона присвятила себе запису пісень англійською, німецькою та італійською мовами, продовжуючи готувати альбом французькою.
У вільний час вона відвідувала заняття з психології, а потім звернулася до традиційної астрології. Цей вибір був зумовлений першим досвідом у 1963 році, коли низка подій привела її до астролога Андре Барбо. Одкровення, які він зробив про її таємну особистість, схвилювали її і розпалили її цікавість.
Затримані «травневими подіями», релізи її дев'ятого альбому (Comment te dire adieu) та французького видання другого альбому (En anglais), що співається англійською мовою, вийшли у грудні. Перший з них відкривається піснею «Comment te dire adieu», слова якої написав Серж Генсбур. Другий не отримує жодної промоції і залишається непоміченим.
Франсуаза Арді виграє суд; умови контракту, визнані несправедливими, були переглянуті на її користь. Сесії звукозапису продовжуються, але через постійні розбіжності з колегами Франсуаза Арді не має наміру продовжувати контракт з «Vogue Records». Цей контракт закінчується в листопаді 1969 року. Однак, щоб відстояти свої права на минулі композиції, вона вступає у другу судову тяганину.
Пісня «Comment te dire adieu» — один з головних хітів 1969 року. Це повернення на вершину хіт-парадів пожвавило її кар'єру, але не змінило її рішення більше не виступати наживо на сцені. Її виступи тепер відбуваються лише на екранах телевізорів і, наскільки це можливо, під фонограму. Поширюються чутки про її бажання покинути сцену на користь студії звукозапису. Наприкінці 1969 року оголошується вердикт суду: Власником пісень, випущених з листопада 1962 по листопад 1967 року, оголошується фірма «Vogue Records». Таким чином, співачці надаються права лише на ті, що були випущені компанією «Asparagus». Після остаточного розриву Франсуаза Арді засновує власну продюсерську компанію «Hypopotam», а для збереження видавничих прав на свої пісні створює видавничу компанію «Kundalini». Не зволікаючи, вона випускає пісні, записані іноземними мовами протягом останнього року: для англомовного ринку — альбом «One-Nine-Seven-Zero», для Німеччини — альбом «Träume», а для Південної Африки — збірку «Françoise in Italian».

### Особисте повідомлення
У 1970 році Франсуаза Арді співпрацює з компанією «Sonopresse», щоб забезпечити дистрибуцію своїх майбутніх творів у Франції. Це нове підприємство як повноцінного продюсера було відкрито збіркою під простою назвою «Françoise» та альбомом «Soleil». 1971 року вийшов альбом «La Question», а в 1972 році — «Et si je m'en vais avant toi», а також сингл «T'es pas poli», заспіваний дуетом з актором Патріком Деваре. Незважаючи на повне задоволення співачки, альбоми не отримали схвалення публіки і залишилися відносно невідомими. Її контракт з «Sonopresse» не був продовжений. Тоді Франсуаза Арді випустила свій четвертий альбом англійською мовою під лейблом своєї компанії «Kundalini».
Крім того, її інтерес до астрології став настільки відомим, що вона отримала пропозиції, які вважала передчасними, але прийняла, щоб підвищити свою кваліфікацію під керівництвом досвідчених астрологів.
Новий контракт був підписаний у 1973 році з WEA. Співачка, прагнучи змінити свій стиль, почала шукати мелодистів. Її співпраця з автором пісень Мішелем Берже стала значним кроком. Після народження сина Томаса 16 червня вона увійшла до студії для запису альбому «Message personnel». Його значний успіх ознаменував її помітне повернення.
Наприкінці 1974 року астролог Жан-П'єр Нікола (фр. Jean-Pierre Nicola) запропонував їй співпрацювати з ним у спеціалізованому журналі. Це проклало їй шлях як експерту, завдяки чому Мішель Бассі, тодішній директор Радіо Монте-Карло, довірив їй у 1980 році щотижневу програму, яку вона вела разом зі своїм наставником Жан-П'єром Ніколя. Тим часом був записаний її єдиний концептуальний альбом «Entr'acte» і три сингли, в тому числі один для оригінального саундтреку фільму Клода Лелуша «Si c'était à refaire», в якому вона виконала пісню «Femme parmi les femmes».

### П'яна музика
Виховання сина Томаса змусило її відмовитися від написання пісень. На лейблі EMI тандем Габріель Яред / Мішель Йонаш записав для неї три фанкові та джазові альбоми. Це був 1978 рік, розпал періоду «диско», і успіх «J'écoute de la musique saoule» привернув увагу молодої аудиторії. 30 березня 1981 року подружжя Арді-Дютронк одружилося перед мером міста Монтічелло на Корсиці в оточенні своїх друзів. Тамалу був на всіх ефірах. Франсуаза Арді, безумовно, повернулася на шлях до успіху, але ці пісні мало задовольняли її.
|                                     | Я завжди була такою ж, мені подобаються красиві повільні пісні зі скрипками на задньому плані. Мені подобаються тільки сумні пісні. Оригінальний текст (фр.) J’ai toujours été la même, j’aime les belles chansons lentes sur fond de violons. Je n’aime que les chansons tristes |
| — Газета «Best», № 62, січень 1982. | |

У 1982 році Франсуаза Арді, яка вже деякий час цікавилася графологією, поєднала її з астрологією у співпраці з графологом Анн-Марі Сімонд, що транслювалася в новій радіопрограмі «Між лініями, між знаками» (фр. Entre les lignes, entre les signes). Навесні вийшов її альбом «Quelqu'un qui s'en va», а пісня «Tirez pas sur l'ambulance» була випущена як сингл і як телевізійний відеокліп: силует незмінний, але волосся тепер підстрижене коротше. Їй наближалося сорок, і вона не бачила себе співачкою після цього віку. Однак вона повернулася до написання пісень і випустила два сингли: «Moi vouloir toi» з музикою Луї Шедіда у 1984 році та «V.I.P.» у 1986 році, для якого вона написала слова до композиції Жан-Ноеля Шале. Перш ніж випустити дует «Et si je m'en vais avant toi» з Етьєном Дахо, з нагоди програми «Les Enfants du rock», присвяченої останньому, вона також написала пісні для Діани Телль, зокрема «Faire à nouveau connaissance», та Жульєн Клер, зокрема «Mon ange».

### Все одно виїжджаю
У 1988 році, після двадцяти шести років кар'єри, Франсуаза Арді припинила співати, оголосивши, що «Décalages» буде її останнім альбомом; вона написала всі тексти. Цей альбом під назвою «Partir quand même» з музикою Жака Дютронка за кілька тижнів став золотим.
Бажаючи підтримувати зв'язок з музичною індустрією, вона писала пісні для Жульєна Клерка, Патріка Жюве, Віктора Лазло, Жан-П'єра Мадера та Ґеш Патті, а також створювала нові версії для збірки своїх пісень. Вона брала участь у благодійних та колективних альбомах. 1992 року вона інвестувала у виробництво та просування першого альбому Алена Лубрано (фр. Alain Lubrano), підтримуючи його, зокрема, співаючи дуетом «Si ça fait mal» у різних виступах, включаючи телевізійне шоу «Taratata». Вона відповіла на запрошення до співпраці Малкольма Макларена (Revenge of the Flower) у 1994 році та Деймона Албарна з гурту «Blur» (To the End) у 1995 році. Крім того, незважаючи на те, що її контракт з RMC не був продовжений, Франсуаза Арді продовжувала займатися астрологією. Співавтор кількох книг на цю тему, вона дописувала до спеціалізованих журналів і протягом п'яти років вела щоденну колонку на радіостанції RFM.

### Повертаючись до співу
Натхненна художнім керівником Фабрісом Натафом та співаком Етьєном Дахо, який хотів би знову побачити її запис, Франсуаза Арді вирушає на пошуки лейблів, готових прийняти її. Врешті вона обирає компанію Virgin. Контракт підписується у грудні 1994 року. Альбом її повернення, «Le Danger», виходить у квітні 1996 року. Він орієнтований на рок-мелодії, написані Аленом Лубрано (фр. Alain Lubrano) та Родольфом Бургером (фр. Rodolphe Burger), і підтверджує, що найбільшим джерелом натхнення для співачки був і завжди буде біль емоцій. Але позитивні відгуки преси мало впливають на продажі.
4 жовтня 1997 року Жульєн Клерк, який святкував свій п'ятдесятирічний ювілей у Палаці спорту в Парижі, запрошує до себе видатних зірок французької пісні, зокрема Франсуазу Арді, і змушує її заспівати разом з ним.
У 2000 році вона записує «Clair-obscur» після чотирьох років мовчання. Її син, Томас Дютронк (фр. Thomas Dutronc), акомпанує їй на гітарі на деяких треках цього альбому, що складається з дуетів і каверів. Пісня «Puisque vous partez en voyage», кавер на Мірей, заспівана дуетом з Жаком Дютронком, допомагає альбому отримати статус золотого і приносить йому номінацію на «Victoires de la musique awards 2001» року в категорії «найкращий альбом року». Одразу після цього вона починає писати розвідку з астрології «Ритми зодіаку» (фр. Les Rythmes du zodiaque), опубліковану наприкінці березня 2003 року, яка має певний успіх.
У січні 2004 року у Франсуази Арді діагностували лімфому, яка, на щастя, виявилася відносно неагресивною. Однак, вона повернулася до студії звукозапису. Її син знову став частиною у цій пригоді як музикант і продюсер кількох пісень. Восени альбом «Tant de belles choses» дав Франсуазі Арді можливість повернутися в сусідні країни (зокрема, в Німеччину) і в Канаду. Завдяки цьому альбому, сертифікованому золотим через місяць після його виходу, вона була відзначена як виконавиця року на 20-му музичному конкурсі «Victoires de la musique» 5 березня 2005 року.
Франсуаза Арді стала визнаним еталоном і джерелом натхнення як у Франції, так і у Великій Британії чи Квебеку. На завершення більш ніж сорокарічної кар'єри автора і виконавця пісень співачка була прийнята 30 листопада 2006 року під куполом Інституту Франції для отримання Великої медалі французької пісні, яку присуджує Французька академія. В цей час вийшов альбом «Parenthèses», альбом пісень, виконаних у дуеті з Мораном, Хуліо Іглесіасом, Анрі Сальвадором, Аленом Сушоном, Аленом Башунгом, Артуром Ейчем, Беном Крістоферсом, Бенджаміном Біолеєм, актором Аленом Делоном та піаністкою Елен Грімо, з її власними піснями, а також піснями Шарля Трене, Бріжіт Фонтен чи Бенджаміна Біолея. Через п'ять місяців альбом отримав статус платинового.
У 2007 році Франсуаза Арді, за сприяння видавництва Роберта Лаффон, взялася за написання мемуарів. Книга вийшла друком у жовтні 2008 року під назвою «Le Désespoir des singes... et autres bagatelles». У ній розкриваються певні аспекти її професійного та приватного життя, такі як евтаназія її матері та «кохання з першого погляду» до «особливо блискучого і неоднозначного» художника, яке перетворило її фізичні стосунки з Дютронком на братерські.
|                                                                       | Я намагався передати правду якомога точніше і делікатніше. Я лише сподіваюся, що був нескромним... зі скромністю. Оригінальний текст (фр.) Je me suis évertuée à restituer la vérité avec autant d'exactitude et de sensibilité que possible. J’espère seulement avoir été impudique… avec pudeur. |
| — Інтерв'ю Себастьяна Катру, Le Parisien, четвер, 9 жовтня 2008 року. | |

Опинившись серед бестселерів протягом трьох місяців після виходу, книга стала однією з найбільш читаних у 2008 році згідно з чартом «L'Express-RTL» і увійшла до шістки номінантів на Премію есеїстики France Télévisions 2009 року.
На початку 2009 року співачка почала шукати пісні для свого наступного альбому. «La Pluie sans parapluie» вийшов навесні 2010 року. За цей альбом Франсуаза Гарді була номінована на Victoires de la Musique 2010 року в категорії «Жінка-артистка року», але не отримала трофей.
10 березня 2011 року її контракт з «EMI Music France» було продовжено на продюсування ще одного альбому.

### П'ятдесят років кар'єри і 28-й альбом
З часу виходу її першого альбому «Tous les garçons et les filles» у листопаді 1962 року минуло п'ятдесят років. Щоб відсвяткувати цей ювілей, наприкінці жовтня та на початку листопада 2012 року вийшли дві публікації, обидві під назвою «L'Amour fou»: роман та новий альбом.
|                                                                                | Ювілеї ніколи не були моєю улюбленою справою, але публікація альбому, який більше за інші нагадує мене та історію мого життя, яке я прожив і яке надихнуло більшість моїх текстів, — це мій спосіб відзначити цю подію. Оригінальний текст (фр.) JLes anniversaires n’ont jamais été ma tasse de thé, mais publier en même temps un album qui me ressemble plus que les autres et le récit de l’histoire que j’aurai vécue toute ma vie et qui aura inspiré la plupart de mes textes est ma façon de marquer le coup. |
| — Інтерв'ю зі співачкою, взяте з прес-кіта до її нового альбому «L'Amour fou». | |

8 лютого 2013 року на 28-й церемонії «Victoires de la Musique» співачка знову була номінована в категорії «Жінка-артистка року», а «L'Amour fou» був номінований в категорії «Пісенний альбом року», але жодних трофеїв не отримав. Співачка взяла творчу відпустку на рік.
На початку листопада 2013 року альбом «Message personnel», одна з віх її музичної кар'єри, був перевиданий у спеціальному ювілейному бокс-сеті, через сорок років після його першого виходу.
У січні 2014 року Франсуаза Арді відсвяткувала свій 70-й день народження. Через десять років після постановки діагнозу симптоми раку погіршали, і вона не відчувала себе достатньо сильною, щоб знову зайти в студію звукозапису. Обговорюючи майбутнє своєї кар'єри, вона відчувала, що не зможе зробити краще, ніж вона вже зробила, і сказала, що більше не має натхнення:
|                                             | Я думаю, що я дійшов до цієї точки. [...] Має статися щось несподіване чи незвичне, або мені доведеться знову знайти трохи енергії, тому що з моїми проблемами зі здоров'ям, які посилилися за останні кілька років... Оригінальний текст (фр.) Je crois que j’en suis arrivée à ce point. […] Il faudrait qu’il se passe quelque chose d’inattendu, d’insolite ou que je retrouve un peu d’énergie parce qu’avec mes problèmes de santé qui ont augmenté ces dernières années… |
| — Radio Suisse Romande, 17 січня 2014 року. | |

Наприкінці своєї творчої відпустки Франсуаза Арді почала писати есе, в якому роздумувала про свою кар'єру, погляди на життя та літературу. Книга «Avis non autorisés...» вийшла 5 березня 2015 року. Під час її промоції деякі ЗМІ оголосили про завершення її музичної кар'єри, проте сама співачка лише натякала на це.
Менш ніж за місяць книга розійшлася тиражем 62 000 примірників, але 9 березня Арді впала і змушена була перервати промотур через госпіталізацію. Після виписки з лікарні в липні вона продовжила лікування в клініці.
У лютому 2016 року її син підтвердив, що рак у неї в ремісії. Хоча вона й записала пісню для альбому «It's a Teenager Dream» у 2016 році, насправді цей запис був зроблений ще у 2014-му.
Різні лейбли регулярно перевидавали її альбоми на вінілі з 2013 по 2018 рік. В інтерв'ю 2016 року Арді не виключала можливості повернення в студію. У листопаді 2017 року з'явилися чутки про її новий студійний запис, і 9 лютого 2018 року лейбл Parlophone анонсував вихід її 28-го альбому «Personne d'autre», який побачив світ 6 квітня.

### Хвороба
25 червня 2019 року вона дала інтерв'ю RTL, в якому повідомила, що страждає на рак, лікування якого призвело до глухоти на одне вухо. Крім того, вона заявила, що більше не зможе співати, що вказує на ймовірний кінець її музичної кар'єри.
Боротьба з раком гортані змусила її вимагати права на евтаназію у Франції, а в квітні 2021 року вона розкритикувала президента республіки за стагнацію дебатів з цього питання в Національній асамблеї. Наприкінці березня 2021 року в ефірі телеканалу RTL вона заявила: «Більшу частину часу я перебуваю у воістину кошмарному стані страждань». У цьому випробуванні вона згадала свою матір, Мадлен Арді, яка страждала на БАС, і розповіла, як у 1991 році супроводжувала її в кінці життя: «Лікар моєї матері сказав їй: „Пані Харді, коли ви вирішите, скажіть мені, і ви можете на мене розраховувати“. У день, коли вона ухвалила рішення, він послав до неї лікарняного лікаря. Цей лікар мав розробити зі мною своєрідний сценарій, щоб коронер нічого не запідозрив і зробив те, що потрібно. Я навіть не думала про те, щоб вийти за рамки закону. Це була воля моєї мами, і це було так зрозуміло».
17 червня 2021 року вона зізналася, що відчуває себе «близькою до кінця». Наступного дня газета «Le Dauphiné Libéré» помилково повідомила про смерть співачки, що Томас Дютронк спростував у своєму Instagram-акаунті.
14 грудня 2023 року в інтерв'ю «Paris Match» вона заявила про бажання «піти якомога швидше і швидше» і попросила президента Еммануеля Макрона легалізувати евтаназію, оскільки страждає від подвійного раку глотки і лімфатичної системи.
11 червня 2024 року Франсуаза Арді померла у віці 80 років у Парижі, внаслідок раку гортані. Про її смерть син Томас Дютронк повідомив того ж вечора в соціальних мережах простими словами: «Мама - це частина...», супроводивши їх фотографією, на якій він немовля з матір'ю, що дивиться на нього.

## Вплив
Музичний вплив Арді здебільшого виявляється у творчості франкофонних виконавців, таких як Коралі Клеман, La Femme, Жюльєтт Армане, Melody's Echo Chamber, Керен Анн та Карла Бруні, що використовувала Арді як приклад, під час свого музичного дебюту.

## Фільмографія
| Рік  | Назва                                   | Роль                  | Режисер                              | Вин.   |
| ---- | --------------------------------------- | --------------------- | ------------------------------------ | ------ |
| 1963 | Замок в Швеції                          | Офелія                | Роже Вадим                           | [ 77 ] |
| 1964 | I ragazzi dell'Hully Gully              | у ролі самої себе     | Марчелло Джанніні та Карло Інфаселлі | [ 78 ] |
| 1965 | Questo pazzo, pazzo mondo della canzone | у ролі самої себе     | Бруно Корбуччі та Джованні Грімальді | [ 79 ] |
| 1965 | Що нового, кицюню?                      | Суддівська секретарка | Клайв Доннер                         | [ 77 ] |
| 1965 | Altissima pressione                     | у ролі самої себе     | Енцо Трапані                         | [ 80 ] |
| 1966 | Une balle au cœur                       | Анна                  | Жан-Деніель Полле                    | [ 81 ] |
| 1966 | Чоловіче — жіноче                       | Дружина офіцера       | Жан-Люк Ґодар                        | [ 82 ] |
| 1966 | Europa canta                            | у ролі самої себе     | Жозе Луїс Меріно                     | [ 80 ] |
| 1966 | Гран-прі                                | Ліза                  | Жан Франкенгаймер                    | [ 83 ] |
| 1968 | Monte Carlo: C'est La Rose              | у ролі самої себе     | Мішель Пфлеґар                       | [ 80 ] |
| 1969 | L'homme qui venait du Cher              | Сюзанна               | П'єр Дефонс                          | [ 84 ] |
| 1972 | Les Colombes                            | Хіппі                 | Жан-Клод Лорд                        | [ 85 ] |
| 1976 | Якби почати спочатку                    | у ролі самої себе     | Клод Лелуш                           | [ 86 ] |

## Публікації
Астрологія
- Le grand livre de la Vierge (разом з Беатріс Ґенін) (1979)
- Entre les lignes, entre les signes (разом з Анн-Марі Сімонд) (1986)
- L'astrologie universelle (1987)
- Les rythmes du zodiaque (2003)

Нон-фікшн
- Notes secrètes: entretiens avec Eric Dumont (1991) (інтерв'ю)
- Le désespoir des singes… et autres bagatelles (2008) (автобіографія)
- Avis non autorisés… (2015) (есеїстика)
- Un cadeau du ciel… (2016) (есеїстика)
- Chansons sur toi et nous (2021)

Проза
- L'amour fou (2014)

## Коментар
1. ↑  Бачачи успіх Річарда Ентоні і особливо Джонні Голлідея на радіо і телебаченні, продюсери шукають молоді таланти.
2. ↑  Під час цього перебування вона стала героїнею фотороману разом з Едоардо Віанелло, композитором музики до пісні Parlami di te, яку вона виконала на фестивалі і яка дала назву цьому фотороману. Епізоди опубліковані з № 9 від 24 лютого 1966 року в журналі Sogno.
3. ↑  Жан-П'єр Нікола не був знайомий з гороскопами та прогнозами і познайомив її з іншим, послідовнішим типом астрології, який її захопив і який вона вважала цікавим доповненням до психології.
4. ↑  Фотографію обкладинки зробив Серж Генсбур.
5. ↑  Співачка продала свій трофей у квітні 2006 року на аукціоні, організованому Французькою та Міжнародною асоціацією захисту тварин, яка виступає проти використання хутра собак і котів.
6. ↑  В інтерв'ю журналу «Le Figaro» від 2 грудня 2006 року співачка зізналася: «Я люблю ходити в Багатель, де є кілька надзвичайних дерев, зокрема, одне під назвою "Відчай мавп"».

Посаджене в 1907 році, це хвойне дерево (Araucaria araucana) є найбільшим (1,50 м в обхваті), найвищим (10 м) і найстарішим з паризьких араукарій.
7. ↑  Відбір здійснювало журі, до складу якого входили ведучі та журналісти, що спеціалізуються на книжковій тематиці, з різних каналів групи France Télévisions (France 2, France 3, France 5 і RFO). Премія була вручена Домініком Фернандесом 13 березня 2009 року на Паризькому книжковому ярмарку книзі «Рамон».

## Біблiография

### англійською мовою
- Françoise Hardy, Jon E. Graham (Translator) (2018). The Despair of Monkeys and Other Trifles: A Memoir by Françoise Hardy. Feral House, 336 pages. ISBN 978-1-6273-1060-4

### французькою мовою
- Avis non autorisés.., Des Equateurs, 2015, 248 pages. ISBN 978-2-8499-0396-4
- Chansons sur toi et nous, Des Equaters, 2021, 432 pages. ISBN 978-2-8499-0739-9
- L'Amour Fouby, ‎Albin Michel, 2012, 192 pages. ISBN 978-2-2262-4431-4
- L'Astrologie universelle, Albin Michel, 1986, 597 pages. ISBN 978-2-2260-2806-8
- Le Désespoir des singes… et autres bagatelles, J'ai Lu, 2009, 448 pages, ill. ISBN 978-2-2900-1739-5
- Un cadeau du ciel.., Des Equateurs, 2016, 186 pages. ISBN 978-2-8499-0477-0

### англійською мовою
- Andrew Norman (2022). Francoise Hardy: A musical tale of love and loss.‎ New Haven Publishing Ltd., 176 pages, ill. ISBN 978-1-9125-8767-4

### французькою мовою
- Robert Diméry, Les 1001 chansons qu'il faut avoir écoutées dans sa vie, Flammarion, 2014, 960 pages. ISBN 978-2-0820-1539-4
- Jean-Marie Périer et Françoise Hardy, Françoise: par Jean-Marie Périer, Editions du Chêne, 2011, 240 pages. ISBN 978-2-8123-0489-7
- Anne-Marie Simond et Françoise Hardy, Entre les lignes, entre les signes, J'ai Lu, 2009, 480 pages. ISBN 978-2-2900-1866-8